# Solange Witteveen
Solange Marilú Witteveen (Buenos Aires, el 6 de febrero de 1976) es una atleta argentina, especialista en salto de altura que compitió en dos ocasiones consecutivas en los Juegos Olímpicos, en Sídney 2000 y también en Atenas 2004.
Además de sus presencias olímpicas, ha obtenido numerosos triunfos como el primer puesto en el Campeonato Iberoamericano de 2000, en los Juegos Panamericanos de 1999, dos títulos de campeona de Sudamérica de salto de altura, en 1997 y 1999, los 7 títulos de Campeona de Argentina de salto de altura (1993, 1995, 1997, 1999, 2001, 2004, 2005) o el título de Argentina de triple salto en 1995.

## Trayectoria
Su mejor marca en salto de altura es de 1.96 metros, conseguida en septiembre de 1997 en Oristán. Este salto la convirtió en la poseedora del récord sudamericano. Además, posee el récord sudamericano bajo techo con una marca de 1,94 metros.
Inició su carrera en el Liceo Francés, y con solo 21 años quedó 11.ª clasificada en el ranking mundial. Participó en la Golden League, donde se enfrentó a las mejores saltadoras del mundo. Compitió en los Juegos Olímpicos de Sídney 2000 y en Atenas 2004. Fue Campeona Panamericana en Winnipeg 1999, además de ganar la Medalla de Bronce en el mundial Universitario en 1999. Compitió en los Campeonatos del Mundo de 1997, 1999 y 2001. En el año 2000 fue Campeona Iberoamericana, plata en 1998 y bronce en el año 2008. Obtuvo la medalla de oro en el Sudamericano de 1997 y la de plata en 2005, 2006 y 2007. Se convirtió también en Campeona de Argentina en siete ocasiones (1993, 1995, 1997, 1999, 2001, 2004 y 2005) y subcampeona en tres (1994, 1996 y 1998). Ha ganado también el Olimpia de Plata en 1997 y 2000, el Clarín en el año 1997 y 2000 y el Olé en 2000.
Dio positivo en un control antidopaje durante el Campeonato Sudamericano de Manaus, Brasil, en mayo de 2001. La sustancia en cuestión era pemolina, una anfetamina prohibida por la IAAF y el Comité Olímpico Internacional. Tras este control se anunció que era sancionada durante dos años, además de perder el récord sudamericano que poseía en 1,97 metros. De regreso a la competición dos años después, saltó en un torneo en Pamplona, y ocupó el segundo puesto con 1,86 metros. Después volvió a competir en Vich y ganó con una de sus mejores marcas personales 1,92 metros, a solo 4 centímetros de su récord sudamericano. Esta marca le otorgó una plaza para el Campeonato Mundial de París. En el siguiente torneo, en Santo Domingo, fue eliminada tras saltar 1,83 metros. Poco antes del Campeonato del mundo consiguió el segundo puesto en un torneo internacional realizado en la ciudad suiza de Friburgo, con una marca de 1,87 metros y donde el primer puesto fue para la rusa Tatyana Grigoryeva. En París, con una marca de 1,85 metros, solo pudo ser 18.ª clasificada.
En 2011 se proclamó Campeona del Mundo Master de salto de altura en Sacramento, Estados Unidos. Al año siguiente volvió a participar en el Campeonato del Mundo Master de Finlandia, aunque en esta ocasión en la especialidad de heptatlón, en la que fue primera de su edad (35 a 40 años) y batió el récord argentino con 3407 puntos.

## Títulos
- 7 veces Campeona de Argentina de salto de altura (1993, 1995, 1997, 1999, 2001, 2004, 2005).
- 1 vez Campeona de Argentina de triple salto (1995).
- Campeona de Sudamérica júnior de salto de altura (1993).
- Campeona de Sudamérica de salto de altura (1997, 1998).
- Campeona de los Juegos Panamericanos (1999).
- Campeona de Iberoamérica (2000).

## Récords
Aire libre
| Disciplina        | Marca   | Fecha                   | Lugar        |
| ----------------- | ------- | ----------------------- | ------------ |
| 100 m             | 14,62   | 7 de octubre de 2006    | Buenos Aires |
| Salto de altura   | 1,96 m  | 8 de septiembre de 1997 | Oristán      |
| Salto de longitud | 6,27 m  | 18 de abril de 1999     | Montevideo   |
| Triple salto      | 12,43 m | 7 de octubre de 2006    | Buenos Aires |

Bajo techo
| Disciplina      | Marca  | Fecha                | Lugar |
| --------------- | ------ | -------------------- | ----- |
| Salto de altura | 1,94 m | 9 de febrero de 2000 | Brno  |

## Palmarés
| Representando a Argentina | Representando a Argentina                    | Representando a Argentina           | Representando a Argentina | Representando a Argentina | Representando a Argentina |
| ------------------------- | -------------------------------------------- | ----------------------------------- | ------------------------- | ------------------------- | ------------------------- |
| 1992                      | Campeonato Sudamericano de Atletismo Juvenil | Santiago, Chile                     | 2.ª                       | Salto altura              | 1.70 m                    |
| 1993                      | Campeonato Sudamericano de Atletismo Júnior  | Puerto La Cruz, Venezuela           | 1.ª                       | Salto altura              | 1.75 m                    |
| 1994                      | Campeonato Sudamericano de Atletismo Júnior  | Santa Fe, Argentina                 | 2.ª                       | Salto altura              | 1.76 m                    |
| 1995                      | Campeonato Panamericano de Atletismo Júnior  | Santiago, Chile                     | 2.ª                       | Salto de longitud         | 5.67 m                    |
| 1995                      | Campeonato Sudamericano de Atletismo Júnior  | Santiago, Chile                     | 2.º                       | Salto de altura           | 1.74 m                    |
| 1997                      | Campeonato Sudamericano de Atletismo         | Mar del Plata, Argentina            | 1.º                       | Salto de altura           | 1.89 m                    |
| 1997                      | Campeonato Mundial                           | Atenas, Grecia                      | 16.ª (q)                  | Salto altura              | 1.92 m                    |
| 1998                      | Campeonato Iberoamericano de Atletismo       | Lisboa, Portugal                    | 2.ª                       | Salto altura              | 1.83 m                    |
| 1998                      | Juegos Suramericanos de 1998                 | Cuenca, Ecuador                     | 1.ª                       | Salto altura              | 1.75 m A                  |
| 1999                      | Campeonato Sudamericano de Atletismo         | Cali, Colombia                      | 2.ª                       | Salto altura              | 1.88 m                    |
| 1999                      | Juegos Panamericanos de 1999                 | Winnipeg, Canadá                    | 1.ª                       | Salto altura              | 1.88 m                    |
| 1999                      | Universiada                                  | Palma de Mallorca, España           | 3.ª                       | Salto altura              |                           |
| 1999                      | Campeonato Mundial de Atletismo de 1999      | Sevilla, España                     | 30ª (q)                   | Salto altura              | 1.85 m                    |
| 2000                      | Campeonato Iberoamericano de Atletismo       | Río de Janeiro, Brasil              | 1.ª                       | Salto altura              | 1.87 m                    |
| 2000                      | Juegos Olímpicos de Sídney 2000              | Sídney, Australia                   | 20.ª (q)                  | Salto altura              | 1.89 m                    |
| 2003                      | Juegos Panamericanos de 2003                 | Santo Domingo, República Dominicana | 7.ª                       | Salto altura              | 1.80 m                    |
| 2003                      | Campeonato Mundial de Atletismo de 2003      | París, Francia                      | 18.ª (q)                  | Salto altura              | 1.85 m                    |
| 2004                      | Juegos Olímpicos de Atenas 2004              | Atenas, Grecia                      | 23ª (q)                   | Salto altura              | 1.89 m                    |
| 2005                      | Campeonato Sudamericano de Atletismo         | Cali, Colombia                      | 2.ª                       | Salto altura              | 1.88 m                    |
| 2006                      | Campeonato Iberoamericano de Atletismo       | Ponce, Puerto Rico                  | 4.ª                       | Salto altura              | 1.81 m                    |
| 2006                      | Campeonato Sudamericano de Atletismo         | Tunja, Colombia                     | 2.ª                       | Salto altura              | 1.82 m                    |
| 2007                      | Campeonato Sudamericano de Atletismo         | Sao Paulo, Brasil                   | 2.ª                       | Salto altura              | 1.81 m                    |
| 2007                      | Juegos Panamericanos de 2007                 | Río de Janeiro, Brasil              | 8.ª                       | Salto altura              | 1.81 m                    |
| 2008                      | Campeonato Iberoamericano de Atletismo       | Iquique, Chile                      | 3.ª                       | Salto altura              | 1.83 m                    |
| 2008                      | Campeonato Iberoamericano de Atletismo       | Iquique, Chile                      | 4.ª                       | Triple salto              | 12.39 m                   |
| 2009                      | Campeonato Sudamericano de Atletismo         | Lima, Perú                          | 2.ª                       | Salto altura              | 1.85 m                    |
| 2009                      | Campeonato Sudamericano de Atletismo         | Lima, Perú                          | 6.ª                       | Triple salto              | 12.53 m                   |

### Distinciones individuales
| Distinción       | Año  |
| ---------------- | ---- |
| Olimpia de Plata | 1997 |
| Premio Clarín    | 1997 |
| Olimpia de Plata |      |
| Premio Konex     | 2000 |
| Premio Clarín    | 2000 |
| Premio Olé       | 2000 |